# 부산진구청장
부산진구청장은 부산광역시 부산진구의 구청장이다.

## 관선 (1957~1995)
| 대수 | 이름   | 임기                               | 비고                                   |
| ---- | ------ | ---------------------------------- | -------------------------------------- |
| 1대  | 정창현 | 1957년 1월 1일 ~ 1959년 3월 30일   | 경상남도 부산시 관선 초대 부산진구청장 |
| 2대  | 최대현 | 1959년 4월 1일 ~ 1959년 4월 23일   |                                        |
| 3대  | 김재하 | 1959년 5월 27일 ~ 1960년 5월 26일  |                                        |
| 4대  | 손무용 | 1960년 5월 27일 ~ 1960년 5월 26일  |                                        |
| 5대  | 배기형 | 1961년 5월 13일 ~ 1961년 7월 5일   | 초대 중구청장                          |
| 6대  | 홍두호 | 1961년 7월 26일 ~ 1962년 1월 24일  |                                        |
| 7대  | 이병규 | 1962년 1월 25일 ~ 1962년 7월 13일  |                                        |
| 8대  | 방기원 | 1962년 7월 17일 ~ 1962년 12월 31일 |                                        |
| 9대  | 이진섭 | 1963년 1월 1일 ~ 1964년 1월 31일   |                                        |
| 10대 | 김병준 | 1964년 2월 1일 ~ 1965년 3월 31일   | ※ 7대 영도구청장                       |
| 11대 | 이병문 | 1965년 4월 1일 ~ 1966년 8월 15일   | ※ 11대 진주시장                        |
| 12대 | 김태옥 | 1966년 8월 16일 ~ 1969년 1월 9일   |                                        |
| 13대 | 신선열 | 1969년 1월 10일 ~ 1969년 4월 28일  | ※ 16대 의령군수                        |
| 14대 | 옥성신 | 1969년 4월 29일 ~ 1970년 9월 2일   | ※ 18대 동구청장                        |
| 15대 | 김태옥 | 1970년 9월 3일 ~ 1971년 8월 21일   | ※ 12대 부산진구청장                    |
| 16대 | 신선열 | 1971년 8월 22일 ~ 1973년 12월 30일 | ※ 13대 부산진구청장                    |
| 17대 | 송상기 | 1973년 12월 31일 ~ 1975년 6월 30일 | ※ 15대 영도구청장                      |
| 18대 | 강태홍 | 1975년 7월 5일 ~ 1977년 2월 10일   |                                        |
| 19대 | 채낙현 | 1977년 2월 11일 ~ 1978년 8월 1일   | ※ 16대 거제군수                        |
| 20대 | 김준상 | 1978년 8월 2일 ~ 1980년 7월 31일   | ※ 17대 동래구청장                      |
| 21대 | 옥성선 | 1980년 8월 1일 ~ 1982년 3월 5일    | ※ 22대 서구청장                        |
| 22대 | 정태영 | 1982년 3월 6일 ~ 1983년 4월 13일   |                                        |
| 23대 | 신상돈 | 1983년 4월 14일 ~ 1984년 2월 24일  |                                        |
| 24대 | 남종섭 | 1984년 2월 25일 ~ 1984년 5월 13일  |                                        |
| 25대 | 채낙현 | 1984년 5월 14일 ~ 1986년 3월 7일   | ※ 2대 해운대구청장                     |
| 26대 | 권택훈 | 1986년 3월 8일 ~ 1988년 6월 14일   | ※ 25대 서구청장                        |
| 27대 | 김만연 | 1988년 6월 15일 ~ 1989년 6월 6일   | ※ 5대 북구청장                         |
| 28대 | 박선종 | 1989년 6월 7일 ~ 1991년 12월 25일  |                                        |
| 29대 | 차정호 | 1991년 12월 26일 ~ 1993년 3월 28일 |                                        |
| 30대 | 전진   | 1993년 3월 29일 ~ 1994년 2월 14일  |                                        |
| 31대 | 양종수 | 1994년 2월 15일 ~ 1994년 10월 28일 | ※ 29대 중구청장                        |
| 32대 | 하계열 | 1994년 10월 29일 ~ 1995년 3월 29일 | 관선 마지막 부산진구청장               |

## 민선(1995~)
| 이름 | 대수   | 임기                               | 비고                                  |
| ---- | ------ | ---------------------------------- | ------------------------------------- |
| 33대 | 하계열 | 1994년 10월 29일 ~ 1995년 3월 38일 | 관선 마지막 부산광역시 부산진구청장   |
| 34대 | 하계열 | 1995년 7월 1일 ~ 1998년 6월 30일   | 민선1기 재선                          |
| 35대 | 안영일 | 1998년 7월 1일 ~ 2002년 6월 30일   | 민선2기, 부산광역시 초대 부산진구청장 |
| 36대 | 안영일 | 2002년 7월 1일 ~ 2006년 6월 30일   | 민선3기 재선                          |
| 37대 | 하계열 | 2006년 7월 1일 ~ 2010년 6월 30일   | 민선4기                               |
| 38대 | 하계열 | 2010년 7월 1일 ~ 2014년 6월 30일   | 민선5기 재선                          |
| 39대 | 하계열 | 2014년 7월 1일 ~ 2018년 6월 30일   | 민선6기 3선                           |
| 40대 | 서은숙 | 2018년 7월 1일 ~ 2022년 6월 30일   | 민선7기                               |
| 41대 | 김영욱 | 2022년 7월 1일~                    | 민선8기                               |

## 같이 보기
- 부산진구청장 선거